# 芜湖师范学校
芜湖师范学校，也称芜湖实用艺术学校，创办于1949年，是安徽省芜湖市的一所中等职业学校，为安徽省示范中等职业学校。

## 现状
学校占地面积321亩，建筑面积11.5万平方米。现有52个教学班，在校学生2400人。有教职工165人，其中专任教师136人，高级职称40人，研究生25人。

## 知名校友
- 赵薇：著名演员、导演
- 戴兵：中华人民共和国外交官，现任中国常驻联合国代表团第一副代表
- 项贤明：曾任教育部重点研究基地北京师范大学比较教育研究中心主任